# 莫懐戚
莫 懐戚（ばく かいせき、モー・ファイチー、1951年6月3日 - 2014年7月27日）は、中華人民共和国の小説家。代表作に小説『経典関係』『重慶性格之白沙碼頭』。

## 略歴
1951年6月3日、重慶市に生まれた。
1966年、初級中学を卒業した後、1969年彼は知青として四川省内江県に農民になった。
1972年、重慶映画公司の職員となった。
1977年に大学入試制度が復活した後、彼は四川大学中国語学科を卒業しました。
1995年に中国作家協会に加入し会員となりました。
2014年7月27日15時45分、彼は病気で家で亡くなりました。

## 著書

### 小説
- 『経典関係』、2002年、人民文学出版社、ISBN 9787020037834
- 『重慶性格之白沙碼頭』、2008年、人民文学出版社、ISBN 9787020066667
- 『詩礼人家』
- 『大律師現実録』

### 散文
- 『散歩』[5]
- 『家園落日』
- 『飲鴆情人節』（2000年）

## 受賞
1994年、全国荘重文文学賞。
『六弦的大聖堂』、人民文学出版社優秀図書賞。